# Погильдяков, Вениамин Васильевич
Погильдяков Вениамин Васильевич (16 сентября 1926 года, д. Стюхино, Похвистневский район, Куйбышевская область — 7 сентября 2001 года, Чебоксары) — чувашский писатель и кинодраматург.

## Работы

### Проза
Вениамин Погильдяков написал более 50 книг, статей и очерков:
- чув. «Курай» (1980);
- чув. «Тамăк»;
- «Вторая жизнь» (1953);
- «Живыми в землю не ложатся» (1968);
- «Войди в мой дом»;
- «Прошу слова»;
- «Тихо: идут экзамены» и т. д.

### Режиссёрские работы
- «В краю ста тысяч песен»;
- «Знакомьтесь: Чебоксары»;
- «Имени Максимова»;
- «Обида»;
- «Стальная вера»;
- «Поющее сердце»;
- «Хлеб в дорогу»;
- «Чувашская легенда»;
- «Чувашская рапсодия»;
- «Чувашские узоры»;
- «Шаги автономии» и т. д.